# Conclavul papal din 1492
Conclavul papal din 1492 (6–11 august 1492) a fost convocat după moartea papei Inocențiu al VIII-lea la 25 iulie 1492, și s-a soldat cu alegerea unanimă la al patrulea tur de scrutin a cardinalului Rodrigo Borja sub numele de Papa Alexandru al VI-lea. A fost primul conclav ținut în Capela Sixtină, și a rămas celebru pentru acuzațiile de cumpărare a voturilor de la electori în schimbul unor numiri profitabile pentru aceștia și al altor daruri materiale (simonie). În urma acestui conclav Papa Iulius al II-lea a stabilit în 1503 reguli mai stricte împotriva simoniei.

## Cardinali electori
Din cei douăzeci și trei de cardinali care au participat la conclav, paisprezece fuseseră numiți de Papa Sixt al IV-lea. Cardinalii lui Sixt al IV-lea, denumiți și cardinalii sixtini în frunte cu Giuliano della Rovere, controlaseră conclavul din 1484, în care l-au ales papă pe unul dintre ei, Giambattista Cibo, sub numele de Papa Inocențiu al VIII-lea. Din 1431, structura Colegiului Cardinalilor se transformase radical, crescând numărul de cardinali-nepoți (de la 3 la 10), cel de cardinali ai coroanei (de la 2 la 8), și de reprezentanți ai familiilor nobiliare din Roma (de la 2 la 4). Cu excepția a trei oficiali curiali și a unui pastor, cardinalii erau „principi cu concepții laice, care nu se îngrijeau de viața spirituală a niciune biserici latine cu membrii ei”.
Când a murit Inocențiu al VIII-lea, numele cardinalilor Gherardo și Sanseverino (ambii numiți in pectore), nu fuseseră făcute publice, și deci erau ineligibili pentru a participa la conclav; numele ambilor au fost însă dezvăluite ca act al Colegiului în sede vacante, Gherardo fiind anunțat de Orsini și Sanseverino de Sforza. Gherardo a fost numit la Santi Nereo e Achilleo, parohie despre care se credea că Inocențiu al VIII-lea intenționa să i-o acorde; Sanseverino a primit o diaconie săracă și nedorită de nimeni, cea de la San Teodoro pentru a fi sigur că viitorul pontif îi va confirma numirea.
Conform relatării episcopului ambasador Giovanni Andrea Boccaccio, cel puțin șapte cardinali se considerau papabile, și și-au demobilat palatele ca măsură de precauție împotriva tradiționalei distrugeri a reședinței noului papă de către populația Romei: da Costa, Fregoso, Michiel, Piccolomini, Domenico della Rovere, Savelli și Zeno.
| Elector                     | Naționalitate    | Ordin și titlu                                   | Data numirii                                                        | Papa care l-a numit   | Note |
| --------------------------- | ---------------- | ------------------------------------------------ | ------------------------------------------------------------------- | --------------------- | --- |
| Rodrigo Borja               | Valencian        | Cardinal-episcop de Porto și Santa Rufina        | 1456, 20 februarie numit in pectore; publicat la 17 septembrie 1456 | Calixt al III-lea     | Decan al Colegiului Cardinalilor și administrator al Valenciei ales Papa Alexandru al VI-lea Cardinal-nepot, vicecancelar al Sfintei Biserici a Romei, Casa Borgia |
| Oliviero Carafa             | Napolitan        | Cardinal-episcop de Sabina                       | 1467, 18 septembrie                                                 | Paul al II-lea        | vicedecan al Colegiului Cardinalilor Cardinal al coroanei lui Ferdinand I al Neapolelui                                                                            |
| Giuliano della Rovere       | Savona           | Cardinal-episcop de Ostia și Velletri            | 1471, 16 decembrie numit in pectore; publicat la 22 decembrie 1471  | Sixt al IV-lea        | Cardinal-nepot; episcop de Bologna, administrator al Avignonului Viitorul Papa Iulius al II-lea                                                                    |
| Giovanni Battista Zeno      | Venețian         | Cardinal-episcop de Frascati                     | 1468, 21 noiembrie                                                  | Paul al II-lea        | Cardinal-nepot |
| Giovanni Michiel            | Venețian         | Cardinal-episcop de Palestrina                   | 1468, 21 noiembrie                                                  | Paul al II-lea        | Cardinal-nepot |
| Jorge da Costa              | Portughez        | Cardinal-episcop de Albano                       | 1476, 16 decembrie                                                  | Sixt al IV-lea        | Arhiepiscop de Lisabona; Cardinal al coroanei lui Afonso al V-lea al Portugaliei                                                                                   |
| Girolamo Basso della Rovere | Savona           | Cardinal-preot la S. Crisogono                   | 1477, 10 decembrie numit in pectore; publicat la 12 decembrie 1477  | Sixt al IV-lea        | Cardinal-nephew; episcop de Recanati și Macerata |
| Domenico della Rovere       | Piemontez        | Cardinal-preot la S. Clemente                    | 1478, 10 februarie                                                  | Sixt al IV-lea        | Cardinal-nepot; arhiepiscop de Torino |
| Paulo Fregoso               | Genovez          | Cardinal-preot la S. Sisto                       | 1480, May 15                                                        | Sixt al IV-lea        | fost domnitor al Genovei; arhiepiscop al Genovei |
| Giovanni Conti              | Roman            | Cardinal-preot la S. Vitale                      | 1483, 15 noiembrie                                                  | Sixt al IV-lea        | |
| Giovanni Giacomo Sclafenati | Milanez          | Cardinal-Priest of S. Cecilia                    | 1483, 15 noiembrie                                                  | Sixt al IV-lea        | Episcop de Parma |
| Lorenzo Cibò di Mari        | Genovez          | Cardinal-preot de S. Marco                       | 1489, 9 martie                                                      | Inocențiu al VIII-lea | Cardinal-nepot; arhiepiscop de Benevento |
| Ardicino della Porta        | Milanez (Novara) | Cardinal-preot la Ss. Giovanni e Paolo           | 1489, martie 9                                                      | Inocențiu al VIII-lea | episcop de Aleria |
| Antoniotto Pallavicini      | Genovez          | Cardinal-Priest of S. Prassede                   | 1489, 9 martie                                                      | Inocențiu al VIII-lea | episcop de Orense |
| Maffeo Gherardi, O.S.B.Cam. | Venețian         | Cardinal-preot la Ss. Nereo e Achilleo           | 1489, 9 martie (numit in pectore)                                   | Inocențiu al VIII-lea | Nepublicat înainte de moartea lui Inocențiu al VIII-lea; patriarh al Veneției                                                                                      |
| Francesco Piccolomini       | Napolitan        | Cardinal-diacon la S. Eustachio                  | 1460, 5 martie                                                      | Pius al II-lea        | Protodiacon, episcop de Siena, viitor Papa Pius al III-lea, Cardinal-nepot                                                                                         |
| Raffaele Riario             | Savona           | Cardinal-Diacon de S. Lorenzo in Damaso          | 1477, 12 decembrie                                                  | Sixt al IV-lea        | Camerlengo al Sfintei Biserici a Romei, Cardinal-nepot |
| Giovanni Battista Savelli   | Roman            | Cardinal-diacon de S. Nicola in Carcere Tulliano | 1480, 15 mai                                                        | Sixt al IV-lea        | Fost guvernator al Bolognei |
| Giovanni Colonna            | Roman            | Cardinal-Diacon de S. Maria in Aquiro            | 1480, 15 mai                                                        | Sixt al IV-lea        | |
| "Giambattista" Orsini       | Roman            | Cardinal-diacon de S. Maria Nuova                | 1483, November 15                                                   | Sixt al IV-lea        | |
| Ascanio Sforza              | Milanez          | Cardinal-Diacon de Ss. Vito e Modesto            | 1484, 6 martie numit in pectore; publicat la 17 martie 1484         | Sixt al IV-lea        | Casa Sforza, membru al familiei domnitoare de la Milano |
| Giovanni de' Medici         | Florentin        | Cardinal-Diacon de S. Maria in Domnica           | 1489, 9 martie                                                      | Inocențiu al VIII-lea | Viitorul Papa Leon al X-lea, membru al familiei domnitoare din Florența                                                                                            |
| Federico Sanseverino        | Napolitan        | Cardinal-Deacon of S. Teodoro                    | 1489, 9 martie (numit in pectore)                                   | Inocențiu al VIII-lea | Nepublicat înainte de moartea lui Inocențiu al VIII0lea |

### Cardinali absenți
Nu există niciun indiciu că vreunul din cei patru cardinali absenți ar fi încercat să ajungă la Roma pentru conclav.
| Elector                    | Naționalitate | Ordin și titlu                                     | Data numirii                                                        | Numit de              | Note |
| -------------------------- | ------------- | -------------------------------------------------- | ------------------------------------------------------------------- | --------------------- | --- |
| Luis Juan del Mila y Borja | Spaniol       | Cardinal-preot la Ss. IV Coronati                  | 1456, 20 februarie numit in pectore; publicat la 17 septembrie 1456 | Calixt al III-lea     | Arhipărinte al Sfântului Colegiu; episcop de Lérida; de facto retras Cardinal-nepot                         |
| Pedro González de Mendoza  | Castilian     | Cardinal-preot la S. Croce in Gerusalemme          | 1473, 7 mai                                                         | Sixt al IV-lea        | Arhiepiscop de Toledo; Nu a părăsit Peninsula Iberică de la numire Cardinal al coroanei Monarhilor Catolici |
| André d'Espinay            | Francez       | Cardinal-preot de Ss. Silvestro e Martino ai Monti | 1489, 9 martie                                                      | Inocențiu al VIII-lea | Arhiepiscop de Bordeaux și Lyon; Cardinal al coroanei lui Carol al VIII-lea al Franței                      |
| Pierre d'Aubusson          | Francez       | Cardinal-Diacon de S. Adriano                      | 1489, 9 martie                                                      | Inocențiu al VIII-lea | Mare maestru al Cavalerilor Ospitalieri Era ocupat cu apărarea Rhodosului de turci                          |

## Începerea lucrărilor

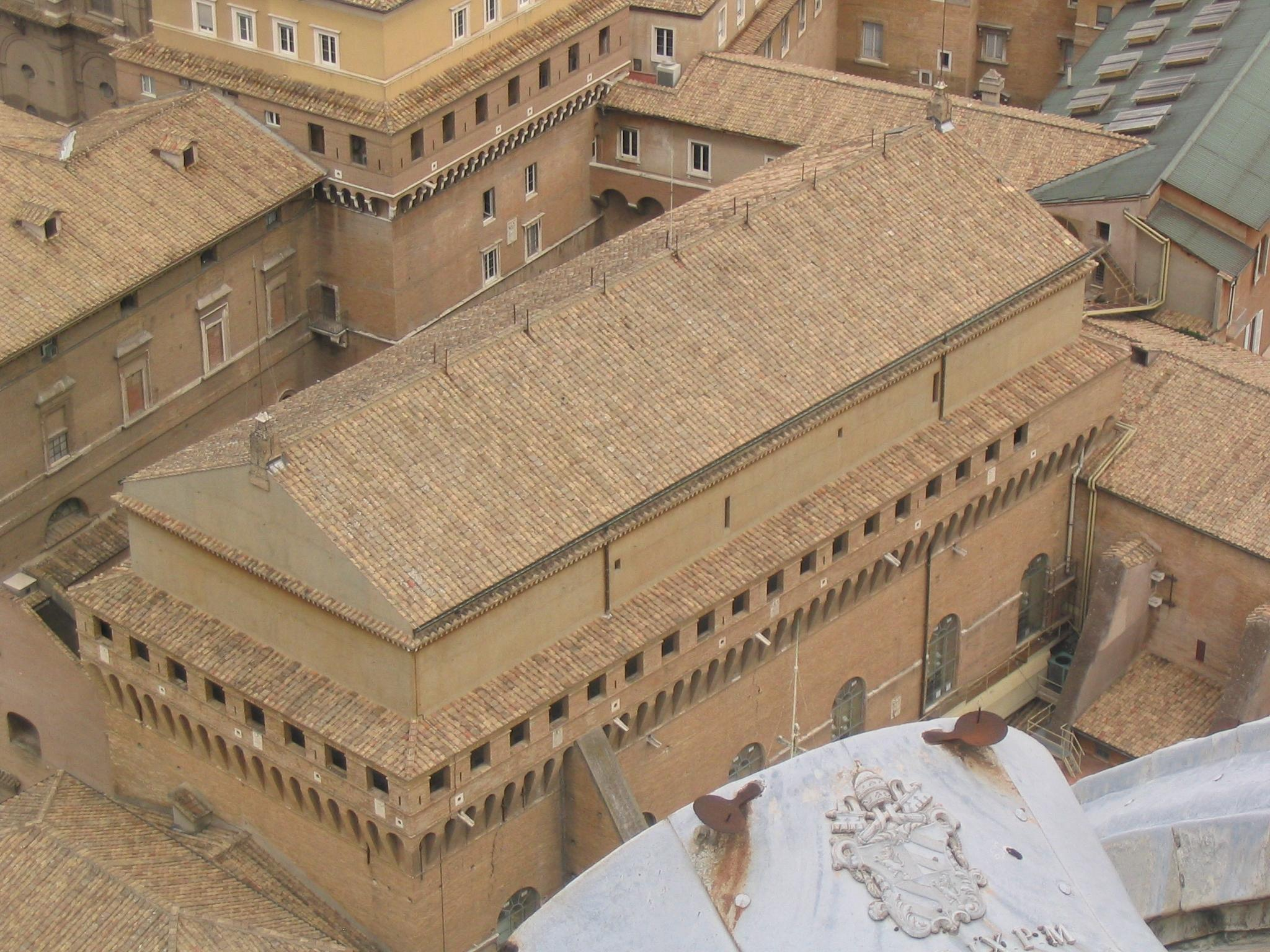
Conclavul din 1492 a fost primul ţinut în Capela Sixtină

Așa cum impuneau Ubi periculum și Ne Romani, conclavul trebuia să înceapă la 4 august, la zece zile de la moartea lui Inocențiu al VIII-lea; el a fost însă amânat pentru a aștepta sosirea întârziată a vârstnicului Gherardo, cu o scrisoare din partea Consiliului celor Zece din Veneția prin care cerea acceptarea sa în Colegiu. Cardinalii hotărâseră încă de la prima lor întrunire la 24 iulie să folosească Capela Sixtină ca loc de întâlnire al conclavului și de numărare a voturilor.
Johann Burchard, germanul maestru de ceremonii papal, care a prezidat acest conclav, ca și pe cel anterior din 1484, a ținut un jurnal detaliat, notând că fiecare cardinal a primit:
| “ | O masă, un scaun cu spătar și unul fără. Un scaun pentru descărcarea stomacului. Două pisoare, două șervete pentru masa domnului. Douăsprezece șervețele pentru același domn și patru ștergare pentru mâini. Două cârpe mici pentru ștersul cupelor. Covor. O ladă sau cutie pentru veșmintele domnului, cămășile, cotele, ștergare pentru față și o batistă. Patru cutii de dulciuri pentru hrană. Un castron de semințe de pin cu zahăr. Marțipan. Zahăr din trestie. Biscuiți. O bucată de zahăr. O mică balanță. Un ciocan. Chei. O scuipătoare. O cutie cu ace. O cutie de scris cu briceag, toc, forceps, penițe de stuf și suport pentru toc. O testea de hârtie pentru scris. Ceară roșie. O carafă de apă. Sare. Cuțite. Linguri. Furculițe [...]. | ” |

Liturghia Sfântului Spirit (oficiată de Giuliano della Rovere și nu de Borja care, în calitate de decan, ar fi trebuit să oficieze) și apoi un discurs al lui Bernardino Lopez de Carvajal, un spaniol ambasador la Ferdinand și Isabella, despre „relele care afectează Biserica” au precedat începutul conclavului la 6 august 1492. Un alt spaniol, Gonzalo Fernandez de Heredia, arhiepiscop de Tarragona, a fost numit prefect al Vaticanului. Două funcții importante din timpul sede vacante au fost ocupate de compatrioți ai cardinalului Borja, și se crede că ambii au fost aleși de Borja în calitate de decan pentru a-și întări poziția în fața conclavului.
Restul zilei de 6 august a fost dedicată redactării și semnării capitulației conclavului, care—deși nu s-a mai păstrat—se știe că a restrâns numărul maxim de cardinali pe care putea noul papă să-i numească.

## Numărarea voturilor
| Țara                            | Numărul de electori |
| ------------------------------- | ------------------- |
| Roma, Savona                    | 4                   |
| Genova, Milano, Napoli, Veneția | 3                   |
| Florența, Portugalia, Spania    | 1                   |

S-a spus despre primul tur de scrutin, ținut la 8 august, că a avut ca rezultat nouă voturi pentru Carafa, șapte pentru Borja, Costa și Michiel, și cinci pentru Giuliano della Rovere, Sforza primind zero voturi.
La al doilea tur, rezultatul a fost: nouă pentru Carafa, opt pentru Borja, șapte pentru Michiel și cinci pentru Giuliano della Rovere.
Ambasadorul florentin, care a vegheat conclavul, menționează că până la 10 august fuseseră trei tururi de scrutin nevalidate, favorabile lui Costa și Carafa, dar că niciunul nu-l indica pe Borja drept favorit. Sigismondo de' Conti, cronicar și secretar papal, relatează că la al patrulea tur votul a fost unanim, în dimineața zilei de 11 august, deși Borja avea doar 15 voturi înainte de accessus; conform altor relatări, Borja a primit toate voturile cu excepția votului său, pe care l-ar fi dat lui Carafa.

## Acuzații de simonie

Papa Alexandru al VI-lea, pictură de Pinturicchio

Emisarul venețian la Milano și-a informat confratele de la Ferrara: „căci prin simonie și o mie de fărădelegi și fapte necinstite s-a vândut titlul de papă, faptă rușinoasă și detestabilă”, adăugând că se așteaptă ca Spania și Franța să nu-l susțină pe noul pontif. După conclav, prin Roma a circulat o epigramă care spunea: „Alexandru vinde Cheile, Altarul, pe Hristos Însuși—are dreptul, căci le-a cumpărat.”
La 10 august, după al treilea tur de scrutin, Ascanio Sforza a început să creadă că ambițiile sale de a fi ales papă sunt imposibile și a început să ia în calcul oferta lui Borja: funcția de vicecancelar cu reședința la Palazzo Borgia, Castelul Nepi, episcopia Erlau (cu un venit anual de 10.000 de ducați) și alte beneficii. S-a spus că Sforza ar fi primit și patru catâri încărcați cu argint (alte surse spun aur), care Borja a ordonat să fie livrate imediat după ce s-a căzut la înțelegere. Prețul celorlalți cardinali a fost: Orsini, orașele fortificate Monticelli și Soriano, legația Mărcilor și episcopia Cartagena (cu un venit anual de 5.000 de ducați); Colonna, mănăstirea Subiaco și împrejurimile ei (cu un venit anual de 3.000 de ducați); Savelli, Civita Castellana și episcopia Majorca; Pallavicini, episcopia Pampeluna (Pamplona); Michiel, the scaunul suburbicar Porto; Riario, beneficii în Spania cu un venit anual de 4.000 de ducați și returnarea unei case din Piazza Navona (pe care o ocupase Sforza) copiilor contelui Girolamo. Compensația pentru Sanseverino includea casa lui Rodrigo Borgia din Milano. Cardinalii Sclafenati și Domenico della Rovere urmau să primească abații și/sau alte beneficii. Cardinalii Andicino della Porta și Conti l-au urmat pe Sforza, pe care îl susținuseră la început.
Cardinalii sus-menționați împreună cu votul lui Borja însemnau 14 voturi, cu unul mai puțin de majoritatea de două treimi necesară. Însă cardinalii Carafa, Costa, Piccolomini, Cibò și Zeno, urmați de Medici, nu erau dispuși să accepte mită. Cardinalul Giuliano della Rovere, urmat de Basso, se opunea ferm alegerii lui Borja. Astfel, Gherardo (care avea 96 de ani), Cardinalul Patriarh al Veneției, care a primit doar 5.000 de ducați, a constituit votul decisiv.
Conform profesorului Picotti, care a efectuat cercetări asupra conclavului și a ajuns la concluzia că s-a practicat simonia, nu există relatări privind cheltuielile și veniturile papale în registrele Introitus et Exitus pentru luna august 1492, iar la scurt timp au apărut datorii ale Camerei Apostolice către cardinalii Campofregoso, Domenico della Rovere, Sanseverino și Orsini. S-a spus că banca Spannocchi, în care Borja își ținea mare parte din avere, ar fi fost aproape de faliment după conclav din cauza vitezei cu care a trebuit să facă plăți.
Unele surse spun că regele Carol al VIII-lea al Franței pregătise 200.000 de ducați (plus 100.000 de ducați de la dogele Genovei) pentru alegerea lui Giuliano della Rovere, deși mai mulți cardinali altfel coruptibili erau ostili intervenției franceze.
Alți istorici consideră că politica a jucat un rol mai mare în cadrul conclavului decât mita, rivalitatea personală între Giuliano della Rovere și Ascanio Sforza (care se întâlniseră să discute viitorul conclave la Castel Gandolfo chiar înainte de moartea lui Inocențiu al VII-lea) a ținut locul mai vechii rivalități între Napoli și Milano, aversiunea dintre cele două părți făcând din Borja un candidat viabil.

## Urmări
Când Giuliano della Rovere a fost ales papă în 1503 sub numele de Papa Iulius al II-lea, el a emis o bulă prin care impunea anularea oricărui scrutin papal afectat de simonie, precum și caterisirea și excomunicarea oricărui cardinal care și-ar vinde votul. Deși între Alexandru al VI-lea și Iulius al II-lea s-a interpus domnia de douăzeci și șase de zile a papei Pius al III-lea, presupusa lipsă de scrupule a papei Borgia rămăsese în memoria instituțională a Curiei Romane. Cardinal în timpul domniei lui Alexandru al VI-lea, Iulius al II-lea fusese atacat politic și adesea militar în afara zidurilor castelului său de la Ostia.